# Filmographie de Mickey Mouse
Cet article concerne la filmographie complète de Mickey. Pour la série de courts-métrages, voir Mickey Mouse (série).
Voici la liste des films dans lesquels Mickey Mouse est apparu depuis 1928. Elle comprend ses courts, moyens et longs métrages :

## Années 1920

### 1928
- Plane Crazy. Dans la série Mickey Mouse. Avec Félix le Chat (apparition). Sorti une première fois le 15 mai 1928 en version muette, ressorti en 1929 en version sonore grâce au succès de Steamboat Willie. Premières apparitions de Minnie Mouse et de la vache qui deviendra Clarabelle.
- Mickey gaucho (The Gallopin' Gaucho). Dans la série Mickey Mouse. Avec Minnie et Pat Hibulaire, dont c'est la première confrontation avec Mickey[1]. Produit au printemps 1928 mais sonorisé et sorti seulement après Steamboat Willie le 30 décembre 1928.
- Steamboat Willie. Dans la série Mickey Mouse. Avec Minnie et Pat Hibulaire. Parodie du film avec Buster Keaton et Ernest Torrence, Steamboat Bill Jr. Premier court-métrage parlant de Disney, sorti le 18 novembre 1928 et considéré comme l'« acte de naissance officiel de Mickey ».

### 1929
- Bal de campagne (The Barn Dance). Dans la série Mickey Mouse. Avec Minnie et Pat Hibulaire.
- L'Opéra (The Opry House). Dans la série Mickey Mouse. Avec Minnie (en poster) et Kat Nipp.
- When the Cat's Away. Dans la série Mickey Mouse. Avec Minnie et Kat Nipp.
- Champ de bataille (The Barnyard Battle). Dans la série Mickey Mouse. Avec Pat Hibulaire.
- Mickey laboureur (The Plow Boy). Dans la série Mickey Mouse. Avec Minnie et Clarabelle. Première apparition du cheval qui deviendra Horace.
- The Karnival Kid. Dans la série Mickey Mouse. Avec Minnie, Clarabelle et Kat Nipp. C'est la première fois que Mickey parle.
- La Locomotive de Mickey (Mickey's Choo-Choo). Dans la série Mickey Mouse. Avec Minnie.
- Mickey's Follies. Dans la série Mickey Mouse. Avec Minnie et Patricia Pig.
- Le Fou de jazz (The Jazz Fool). Dans la série Mickey Mouse. Avec Horace.
- The Haunted House. Dans la série Mickey Mouse.
- Les Vagues sauvages (Wild Waves). Dans la série Mickey Mouse. Avec Minnie.
- Les Rythmes de la jungle (Jungle Rhythm). Dans la série Mickey Mouse.

## Années 1930

### 1930
- Concert rustique (The Barnyard Concert). Dans la série Mickey Mouse. Avec Horace et Clarabelle.
- Just Mickey. Dans la série Mickey Mouse.
- Qui s'y frotte s'y pique (The Cactus Kid). Dans la série Mickey Mouse. Avec Minnie, Horace et Pat Hibulaire.
- Combattants du feu (The Fire Fighters). Dans la série Mickey Mouse. Avec Minnie et Horace.
- La Fête joyeuse (The Shindig). Dans la série Mickey Mouse. Avec Minnie et Patricia Pig. Clarabelle Cow acquiert son nom définitif.
- Symphonie enchaînée (The Chain Gang). Dans la série Mickey Mouse. Avec Clarabelle et Pat Hibulaire. Première apparition d'un chien anonyme qui deviendra Pluto.
- Gare au gorille (The Gorilla Mystery). Dans la série Mickey Mouse. Avec Minnie.
- Le Pique-nique (The Picnic). Dans la série Mickey Mouse. Pluto réapparaît sous le nom de Rover en tant que chien de Minnie.
- Mickey pionnier (Pioneer Days). Dans la série Mickey Mouse. Avec Minnie.

### 1931
- Le Goûter d'anniversaire (The Birthday Party). Dans la série Mickey Mouse. Avec Minnie, Clarabelle et Horace.
- Mickey et les Embouteillages (Traffic Troubles). Dans la série Mickey Mouse. Avec Minnie et Percy Pig.
- L'Esseulé (The Castaway). Dans la série Mickey Mouse.
- La Chasse à l'élan (The Moose Hunt). Dans la série Mickey Mouse. Pluto acquiert son nom définitif.
- The Delivery Boy. Dans la série Mickey Mouse. Avec Minnie et Pluto.
- Mickey est de sortie (Mickey Steps Out). Dans la série Mickey Mouse. Avec Minnie et Pluto.
- Rythme en bleu (Blue Rhythm). Dans la série Mickey Mouse. Avec Minnie, Pluto, Clarabelle et Horace.
- Fishin' Around. Dans la série Mickey Mouse. Avec Pluto.
- Diffusion Maison (The Barnyard Broadcast). Dans la série Mickey Mouse. Avec Minnie et Pluto.
- The Beach Party. Dans la série Mickey Mouse. Avec Minnie, Pluto, Clarabelle et Horace.
- Mickey jardinier (Mickey Cuts Up). Dans la série Mickey Mouse. Avec Minnie et Pluto.
- Les Orphelins de Mickey (Mickey's Orphans). Dans la série Mickey Mouse. Avec Minnie et Pluto.

### 1932
- La Chasse au canard (The Duck Hunt). Dans la série Mickey Mouse. Avec Pluto.
- L'Épicier (The Grocery Boy). Dans la série Mickey Mouse. Avec Minnie et Pluto.
- Chien enragé (The Mad Dog). Dans la série Mickey Mouse. Avec Pluto et Pat Hibulaire.
- Olympiques rustiques (Barnyard Olympics). Dans la série Mickey Mouse. Avec Minnie et Pat Hibulaire.
- Mickey au théâtre (Mickey's Revue). Dans la série Mickey Mouse. Avec Minnie. Première apparition de Dingo (Goofy).
- Le Fermier musicien (Musical Farmer). Dans la série Mickey Mouse. Avec Minnie et Pluto.
- Mickey in Arabia. Dans la série Mickey Mouse. Avec Minnie.
- Le Cauchemar de Mickey (Mickey's Nightmare). Dans la série Mickey Mouse. Avec Minnie et Pluto.
- Trader Mickey. Dans la série Mickey Mouse. Avec Pluto.
- The Whoopee Party. Dans la série Mickey Mouse. Avec Minnie, Dingo, Clarabelle, Horace et Patricia Pig.
- Mickey marque un essai (Touchdown Mickey). Dans la série Mickey Mouse.
- Mickey et le Canari (The Wayward Canary). Dans la série Mickey Mouse. Avec Minnie et Pluto.
- Mickey au Grand Nord (The Klondike Kid). Dans la série Mickey Mouse. Avec Minnie, Pluto et Pat Hibulaire.
- Mickey père Noël (Mickey's Good Deed). Dans la série Mickey Mouse. Avec Pluto et Pat Hibulaire.
- Parade des nommés aux Oscars 1932 (Parade of the Award Nominees). Parade où l'on peut voir Mickey et Minnie mais surtout les caricatures de Fredric March, Marie Dressler et d'autres. Ce court-métrage était destiné au banquet des Oscars 1932. C'est surtout le premier court-métrage de Mickey en couleurs. Mickey y porte sa mythique culotte mais verte et non rouge.

### 1933
- Bâtissons (Building a Building). Dans la série Mickey Mouse. Avec Minnie, Pluto et Pat Hibulaire.
- The Mad Doctor. Dans la série Mickey Mouse. Avec Pluto.
- Mickey et son ami Pluto (Mickey's Pal Pluto). Dans la série Mickey Mouse. Avec Minnie et Pluto.
- Mickey's Mellerdrammer. Dans la série Mickey Mouse. Avec Minnie, Dingo, Clarabelle et Horace.
- Mickey au Moyen Âge (Ye Olden Days). Dans la série Mickey Mouse. Avec Minnie, Dingo et Clarabelle.
- Mickey postier du ciel (The Mail Pilot). Dans la série Mickey Mouse. Avec Minnie et Pat Hibulaire.
- Mickey mécano (Mickey's Mechanical Man). Dans la série Mickey Mouse. Avec Minnie.
- Mickey's Gala Premier. Dans la série Mickey Mouse. Avec Minnie, Pluto, Clarabelle et Horace. Caricatures des stars de l'époque.
- Le Premier Amour (Puppy Love). Dans la série Mickey Mouse. Avec Minnie, Pluto et Fifi, la chienne de Minnie
- The Steeple Chase. Dans la série Mickey Mouse. Avec Minnie.
- The Pet Store. Dans la série Mickey Mouse. Avec Minnie.
- Mickey au pays des géants (Giantland). Dans la série Mickey Mouse. Avec Minnie.

### 1934
- Marin malgré lui (Shanghaied). Dans la série Mickey Mouse. Avec Minnie et Pat Hibulaire.
- Evil Mickey attacks Japan de Takao Nakano et Yoshitsugu Tanaka. Dans la série Toy Box Series.
- L'Art du camping (Camping Out). Dans la série Mickey Mouse. Avec Minnie.
- Pluto jongleur (Playful Pluto). Dans la série Mickey Mouse. Avec Pluto.
- Mickey Gulliver (Gulliver Mickey). Dans la série Mickey Mouse.
- Le Rouleau-compresseur de Mickey (Mickey's Steamroller). Dans la série Mickey Mouse. Première apparition de Jojo et Michou, neveux de Mickey.
- Le Gala des orphelins ou Mickey bienfaiteur (Orphan's Benefit). Dans la série Mickey Mouse. Donald Duck apparaît pour la première fois aux côtés de Mickey. Ce court-métrage fera l'objet d'un remake en couleurs en 1941.
- Mickey papa (Mickey Plays Papa). Dans la série Mickey Mouse. Avec Pluto.
- Un enlèvement de chien (The Dognapper). Dans la série Mickey Mouse. Avec Minnie, Donald et Pat Hibulaire.
- Mickey tireur d'élite (Two-Gun Mickey). Dans la série Mickey Mouse. Avec Minnie et Pat Hibulaire.

### 1935
- Robinson Mickey (Mickey's Man Friday). Dans la série Mickey Mouse.
- La Fanfare (The Band Concert). Dans la série Mickey Mouse. Avec Dingo, Horace, Clarabelle et Donald. L'un des premiers Mickey en couleurs, considéré souvent comme l'un des meilleurs.
- Les Joyeux Mécaniciens (Mickey's Service Station). Dans la série Mickey Mouse. Avec Dingo, Donald et Pat Hibulaire.
- Le Kangourou de Mickey (Mickey's Kangaroo). Dans la série Mickey Mouse. Avec Pluto.
- Le Jardin de Mickey (Mickey's Garden). Dans la série Mickey Mouse. Avec Pluto.
- Mickey pompier (Mickey's Fire Brigade). Dans la série Mickey Mouse. Avec Dingo, Donald et Clarabelle.
- Le Jour du jugement de Pluto (Pluto's Judgement Day). Dans la série Mickey Mouse. Avec Pluto.
- Mickey patine (On ice). Dans la série Mickey Mouse. Avec Minnie, Dingo, Donald, Clarabelle, Horace et Pluto.

### 1936
- L'Équipe de Polo (Mickey's Polo Team). Dans la série Mickey Mouse. Dans la série Mickey Mouse. Mickey, Dingo, Donald et le Grand Méchant Loup y affrontent des stars de l'époque: Stan Laurel, Oliver Hardy, Harpo Marx, Charlie Chaplin, etc.
- Partie de campagne (Orphan's Picnic). Dans la série Mickey Mouse.
- Grand Opéra (Mickey's Grand Opera). Dans la série Mickey Mouse. Avec Dingo, Horace, Clarabelle, Pluto, Clara Cluck et Donald.
- De l'autre côté du Miroir (Thru the Mirror). Dans la série Mickey Mouse. Hommage au livre de Lewis Carroll
- Le Rival de Mickey (Mickey's Rival). Dans la série Mickey Mouse. Avec Minnie. Le rival en question se nomme Mortimer comme Mickey à ses tout débuts.
- Le Déménagement de Mickey (Moving Day). Dans la série Mickey Mouse. Avec Dingo, Donald et Pat Hibulaire.
- Les Alpinistes (Alpine Climbers). Dans la série Mickey Mouse.
- Le Cirque de Mickey (Mickey's Circus). Dans la série Mickey Mouse.
- L'Éléphant de Mickey (Mickey's Elephant). Dans la série Mickey Mouse.

### 1937
- Le mouton devient loup (The Worm Turns). Dans la série Mickey Mouse. Avec Pluto.
- Mickey Magicien (Magician Mickey). Dans la série Mickey Mouse. Avec Dingo et Donald.
- Chasseurs d'élans (Moose Hunters). Dans la série Mickey Mouse. Avec Dingo et Donald.
- Amateurs de Mickey (Mickey's Amateurs). Dans la série Mickey Mouse. Avec Donald, Dingo, Horace (dans le public), Clarabelle, Clara Cluck et Pat Hibulaire.
- Vacances à Hawaï (Hawaiian Holiday). Dans la série Mickey Mouse. Avec Dingo, Minnie, Donald et Pluto.
- Nettoyeurs de pendules (Clock Cleaners). Dans la série Mickey Mouse. Avec Dingo et Donald.
- Les Revenants solitaires (Lonesome Ghost). Dans la série Mickey Mouse. Avec Dingo et Donald.

### 1938
- Constructeurs de bateau (Boat Builders). Dans la série Mickey Mouse. Avec Dingo, Minnie et Donald.
- La Remorque de Mickey (Mickey's Trailer). Dans la série Mickey Mouse. Avec Dingo et Donald.
- La Chasse au renard[2] (The Fox Hunt).Dans la série Donald et Dingo. Avec Donald et Dingo. Brèves apparitions dans la scène finale de Mickey, Minnie, Horace, Clarabelle et Clara Cluck.
- Chasseurs de baleines (The Whalers). Dans la série Mickey Mouse. Avec Dingo et Donald.
- Le Perroquet de Mickey (Mickey's Parrot). Dans la série Mickey Mouse.
- Le Brave Petit Tailleur (Brave Little Tailor). Dans la série Mickey Mouse.

### 1939
- Mickey à l'exposition canine (Society Dog Show). Dans la série Mickey Mouse
- La Surprise-partie de Mickey (Mickey's Surprise Party). Court-métrage assez peu connu, considéré comme un film publicitaire car il fut produit par la National Biscuit Company. C'est d'ailleurs un film à la gloire de ladite compagnie.
- Chien d'arrêt (The Pointer). Dans la série Mickey Mouse
- Standard Parade (The Standard Parade). Conclusion d'un film publicitaire pour la Standard Oil Company. Les personnages vedettes de Disney défilent en faisant de la pub pour la marque. Cette parade est largement décalquée sur la Parade des Oscar de 1932. Ce n'est bien sûr pas un hasard, tout le film étant basé sur le passage de l'obscurité  à la couleur

## Années 1940

### 1940
- Le Remorqueur de Mickey (Tugboat Mickey). Dans la série Mickey Mouse. Avec Donald et Dingo.
- Le Rêve de Pluto (Pluto's Dream House). Dans la série Mickey Mouse.
- Le Voyage de Mickey (Mr. Mouse Takes a Trip). Dans la série Mickey Mouse.
- L'Apprenti sorcier (The Sorcerer's Apprentice). Troisième séquence du long-métrage Fantasia. C'est avec ce court-métrage que Mickey acquiert des pupilles. La réalisation est en réalité antérieure à 1940. La guerre a ralenti le projet. Quelques courts métrages sortiront donc avant, avec un Mickey muni de pupilles mais c'est bien avec L'Apprenti sorcier que cela commence.

### 1941
- Le Tourbillon (The Little Whirlwind). Dans la série Mickey Mouse. Avec Minnie.
- Pluto majordome (A Gentleman's Gentleman). Dans la série Mickey Mouse. Avec Pluto.
- Mickey et Pluto golfeurs (Canine Caddy). Dans la série Mickey Mouse.
- Les Années 90 (The Nifty Nineties). Dans la série Mickey Mouse. Avec Minnie. Apparitions de Dingo, Donald, Daisy, Riri, Fifi et Loulou.
- Mickey bienfaiteur (Orphan's Benefit). Avec Donald, Dingo, Horace, Clarabelle et Clara Cluck. Remake en couleurs du court-métrage homonyme de 1934.
- Tends la patte (Lend a Paw). Dans la série Mickey Mouse.

### 1942
- All Together. Court-métrage de propagande destiné au public canadien. Avec Mickey, Dingo, Donald, Riri, Fifi et Loulou, Clarabelle, Horace, les 3 petits cochons, Figaro, Pinocchio, Geppetto et les 7 nains.
- L'Anniversaire de Mickey (Mickey's Birthday Party). Dans la série Mickey Mouse. Avec Minnie, Dingo, Donald, Horace, Clarabelle...
- L'Heure symphonique (Symphony Hour). Dans la série Mickey Mouse. Avec Pat Hibuliare, Dingo, Donald, Horace, Clarabelle...

### 1943
- Pluto et l'Armadillo (Pluto and the Armadillo)[2]. Dans la série Mickey Mouse.

### 1944
- Nimbus libéré de Raymond Jeannin, film de propagande vichiste.

### 1946
- Les Locataires de Mickey (Squatter's Rights)[2]. Dans la série Mickey Mouse.

### 1947
- Mickey et le Haricot magique (Mickey and the Beanstalk). Deuxième partie du long-métrage Coquin de printemps (Fun and Fancy Free)
- Rendez-vous retardé (Mickey's Delayed Date) Dans la série Mickey Mouse. Avec Minnie et Pluto.

### 1948
- Mickey, Pluto et l'Autruche (Mickey's Down Under)[3]Dans la série Mickey Mouse.
- Pluto fait des achats (Pluto's Purchase). Dans la série Mickey Mouse.
- Mickey et le Phoque (Mickey and the Seal). Dans la série Mickey Mouse.

### 1949
- Mickey et Pluto au Mexique (Pueblo Pluto). Dans la série Pluto.

## Années 1950

### 1950
- Donald amoureux (Crazy Over Daisy). Dans la série Donald Duck. Avec Donald, Daisy et Tic et Tac, mais sans Mickey.

### 1951
- Plutopia[4]. Avec Pluto.
- Pluto et le Raton laveur (R'coon Dawg) Dans la série Mickey Mouse. Avec Pluto.

### 1952
- La Fête de Pluto (Pluto's Party). Dans la série Mickey Mouse. Avec Pluto.
- L'Arbre de Noël de Pluto (Pluto's Christmas Tree). Dans la série Mickey Mouse. Avec Minnie, Pluto, Tic et Tac. Apparitions de Minnie, Donald et Dingo.

### 1953
- Mickey à la plage (The Simple Things). Dans la série Mickey Mouse. Avec Pluto.

Le personnage de plus en plus lisse de Mickey est éclipsé peu à peu au profit des personnages plus comiques que sont Donald, Pluto ou Dingo. Il faudra attendre 30 ans pour qu'il soit à nouveau le héros d'un film.

## Années 1980

### 1980
- Mickey Mouse Disco (compilation)

### 1982
- Buyer Be Wise (court métrage)

### 1983
- Le Noël de Mickey (Mickey's Christmas Carol). Moyen-métrage d'animation.

### 1987
- Série Mickey's Field Trips :
  - The Fire Station (12 min)
Mickey découvre les différentes parties d'une caserne de pompiers[5].
  - The Hospital (10 min)
Mickey découvre les différentes parties d'un hôpital[5].
  - The Police Station (11 min)
Mickey découvre les différentes parties d'un commissariat[6].
- Totally Minnie. Moyen-métrage d'animation pour la télévision.

### 1988
- Qui veut la peau de Roger Rabbit (Who Framed Roger Rabbit). Apparitions au milieu des autres personnages Disney.
- Mickey Mouse; Safety Belt Expert (septembre 1988, 16 min) pour inciter les jeunes étudiants à accrocher leurs ceintures de sécurité[7].

## Années 1990

### 1990
- Le Prince et le Pauvre (The Prince and the Pauper). Moyen-métrage d'animation.

### 1995
- Mickey perd la tête (Runaway Brain). Mickey retrouve sa culotte rouge à boutons jaunes après 50 ans passés sans. Il l'a, en réalité, très peu portée en couleurs, à l'écran.

### 1999
- Mickey Mania (Mickey Mouse Works). Série télévisée diffusée de 1999 à 2000, présentant des courts métrages inédits.
- Mickey, il était une fois Noël (Mickey's Once Upon a Christmas)
- Fantasia 2000. Reprise de L'Apprenti sorcier (1941) dans une version restaurée.

## Années 2000

### 2001
- Mickey, la magie de Noël (Mickey's Magical Christmas : Snowed In At The House Of Mouse). Compilation de courts métrages parmi lesquels Le Noël de Mickey (1983), L'Arbre de Noël de Pluto (1952), etc.
- Tous en boîte (House of Mouse). Série télévisée redonnant vie aux personnages des courts métrages classiques.

### 2002
- Mickey, le club des méchants (Mickey's House of Villains). Compilation de courts métrages parmi lesquels Les Revenants solitaires (1937), Donald et le Gorille (1944), Donald et la Sorcière (1952) et des extraits de la série Mickey Mania (1999-2000).

### 2003
- Mickey's PhilharMagic. Compilation de courts métrages et d'extraits musicaux.

### 2004
- Mickey, Donald, Dingo : Les Trois Mousquetaires (Mickey, Donald, Goofy : The Three Musketeers). Long-métrage d'animation.
- Mickey, il était deux fois Noël (Mickey's Twice Upon a Christmas). Long-métrage d'animation en 3D.

### 2006
- La Maison de Mickey (Mickey Mouse Clubhouse). Série télévisée.

## Années 2010

### 2011
- La boutique de Minnie (Minnie's Bow-Toons). Série télévisée de 2011 à 2016.

### 2013
- À cheval ! (Get a Horse!). Court-métrage d'animation.
- Mickey Mouse. Série télévisée de 2013 à 2019.

### 2017
- Mickey et ses amis : Top Départ ! (Mickey Mouse Mixed-Up Adventures). Série télévisée de 2017 à 2021.
- Les Histoires Toc-Toc de Tic & Tac (Chip ‘N’ Dale : Nutty Tales). Série télévisée de 2017 à 2019.

## Années 2020

### 2020
- Le Monde Merveilleux de Mickey (The Wonderful World of Mickey Mouse). Série de 2020 à 2023.

### 2021
- La Maison magique de Mickey (Mickey Mouse Funhouse). Série de 2021 à aujourd'hui.
- Mickey et la Légende des Deux Sorcières (en) (Mickey's Tale of Two Witches). Téléfilm d'animation.
- Mickey & Minnie : le vœu de noël (en) (Mickey and Minnie Wish Upon a Christmas). Téléfilm d'animation.

### 2022
- L'Hiver Merveilleux de Mickey Mouse (The Wonderful Winter of Mickey Mouse). Téléfilm d'animation.
- Le Printemps Merveilleux de Mickey Mouse (The Wonderful Spring of Mickey Mouse). Téléfilm d'animation.
- L'Été Merveilleux de Mickey Mouse (The Wonderful Summer of Mickey Mouse). Téléfilm d'animation.
- L'Automne Merveilleux de Mickey Mouse (The Wonderful Fall of Mickey Mouse). Téléfilm d'animation.

### 2023
- Il était une fois un studio